# Martin Finger
Martin Finger (* 23. September 1990 in Chemnitz) ist ein professioneller deutscher Pokerspieler.
Finger hat sich mit Poker bei Live-Turnieren mehr als 8 Millionen US-Dollar erspielt und gehört damit zu den erfolgreichsten deutschen Pokerspielern. Er gewann 2013 ein Bracelet bei der World Series of Poker und sicherte sich bei der European Poker Tour je einen Titel im Main Event sowie beim High Roller und Super High Roller.

## Persönliches
Finger wuchs als Sohn eines Bauunternehmers in Frankenberg/Sa. nahe seiner Geburtsstadt Chemnitz auf. 2010 absolvierte er am Martin-Luther-Gymnasium in Frankenberg sein Abitur. Finger lebte gemeinsam mit den Pokerspielern Kilian Kramer und Thomas Mühlöcker in einer Wohngemeinschaft in Wien. Im November 2015 war er daher in mehreren Szenen des Dokumentarfilms In der Schwebe zu sehen, der im Rahmen des kleinen Fernsehspiels im ZDF ausgestrahlt wurde.

## Pokerkarriere

### Werdegang
Finger spielte bereits in der neunten Klasse mit Freunden in privaten Runden Poker. Im Alter von 18 Jahren zahlte er auf dem Onlinepokerraum PokerStars Geld ein und intensivierte sein Spiel. Unter dem Nickname 0Piggybank erreichte er dort den höchsten Status als Supernova Elite.
Seine erste Geldplatzierung bei einem Live-Turnier erzielte Finger Ende November 2010 bei der European Poker Tour (EPT) in Barcelona. Ende August 2011 belegte er an gleicher Stelle bei einem Side-Event der EPT den zweiten Platz und erhielt ein Preisgeld von 42.000 Euro. Im Dezember 2011 gewann er das EPT-Main-Event in Prag und sicherte sich eine Siegprämie von 720.000 Euro. Im Juni 2012 war Finger erstmals bei der World Series of Poker (WSOP) im Rio All-Suite Hotel and Casino am Las Vegas Strip erfolgreich und kam bei zwei Turnieren der Variante No Limit Hold’em ins Geld. Im Dezember 2012 wurde er beim High Roller der World Poker Tour in Prag Vierter und erhielt 50.400 Euro. Mitte Januar 2013 cashte Finger bei zwei Events der Aussie Millions Poker Championship in Melbourne und sicherte sich damit Preisgelder von knapp 200.000 US-Dollar. Bei der WSOP 2013 gewann Finger ein Six-Handed-Event und erhielt dafür ein Bracelet sowie über 500.000 US-Dollar Siegprämie. Zwei Wochen später belegte er beim 111.111 US-Dollar teuren High Roller for One Drop der WSOP den 14. Platz für weitere 250.000 US-Dollar. Anfang Oktober 2013 gewann Finger das EPT Super High Roller in London mit einer Siegprämie von umgerechnet mehr als 1,3 Millionen US-Dollar, seinem bis heute größten Preisgeld. Anfang Mai 2014 wurde er beim EPT High Roller in Monte-Carlo Sechster und erhielt mehr als 250.000 Euro Preisgeld. Anfang Januar 2015 belegte Finger beim Main Event der Latin American Poker Tour auf den Bahamas den zweiten Platz und erhielt knapp 225.000 US-Dollar. Im März 2015 vertrat Finger gemeinsam mit Ole Schemion, George Danzer und Marvin Rettenmaier Deutschland bei den Global Poker Masters. Anfang Mai 2015 wurde er beim EPT Super High Roller in Monte-Carlo Dritter und erhielt 437.000 Euro. Ende August 2015 siegte Finger beim High Roller der EPT in Barcelona und erhielt mehr als 850.000 Euro. Damit komplettierte er als erster Spieler die „Triple Crown“ der EPT und ist bis heute neben Steve O’Dwyer der einzige Spieler, der diesen Erfolg aufweisen kann. Im September 2017 war Finger für den Poker Cup in Macau und erreichte innerhalb von vier Tagen bei zwei High-Roller-Events den Finaltisch. Dies brachte ihm Preisgelder von umgerechnet knapp 350.000 US-Dollar ein. Mitte Dezember 2017 wurde Finger beim High Roller des WSOP-Circuits in Sydney Zweiter und erhielt knapp 140.000 US-Dollar. Seitdem blieben größere Turniererfolge aus.

### Preisgeldübersicht
| Jahr   | Preisgeld (in $) | Turniersiege |
| ------ | ---------------- | ------------ |
| 2010   | 5.467            | 0            |
| 2011   | 1.037.917        | 1            |
| 2012   | 326.860          | 1            |
| 2013   | 2.465.127        | 2            |
| 2014   | 629.012          | 2            |
| 2015   | 2.087.416        | 1            |
| 2016   | 195.252          | 1            |
| 2017   | 742.611          | 1            |
| 2018   | 117.612          | 0            |
| 2019   | 46.532           | 0            |
| 2020   | 2.330            | 0            |
| 2021   | 12.431           | 0            |
| 2022   | 142.888          | 0            |
| 2023   | 210.386          | 1            |
| 2024   | 0                | 0            |
| gesamt | 8.021.841        | 10           |